# ЛФГ Роланд D.II
ЛФГ Роланд D.II је немачки ловачки авион који је производила фирма Луфтфарцојг гезелшафт. Први лет авиона је извршен 1916. године. 

## Пројектовање и развој
Авион ЛФГ Роланд D.II је настао усавршавањем његовог претходника D.I. Пројектанти су били инжењери Тантзен и Хофман (нем. Tantzen und Hoffmann) који су пројектовали и Роланд D.I. Због свог аеродинамичног облика, ови борбени авиони су добили име Ајкула. Први лет Роланда D.II догодио се у октобру 1916.

## Технички опис
Труп му је елипсастог попречног пресека, полу монокок конструкције. Труп се правио на следећи начин: Два слоја трака од шперплоче спирално су омотана у супротним смеровима преко калупа да би се формирала половина трупа трупа. Половине трупа су затим спојене у целину и залепљене, прекривене слојем платна и лакиране (импрегниране). Предњи део, у коме је био смештен мотор је био обложен алуминијумским лимом, на коме су се налазили отвори за излазак топлог ваздуха из моторског простора, а остали део трупа је био облепљен дрвеном лепенком. Труп овог авиона се истицао чистом аеродинамичном линијом. Носач мотора је био од заварених челичних цеви. Пилот је седео у отвореном кокпиту и био је заштићен малим ветробранским стаклом. Прегледност из пилотске кабине није била добра па су пилоти имали проблема приликом слетања.
Авион је био опремљен течношћу хлађеним линијским моторима,  Мерцедес D.III са 117 kW (160 KS), или линијски мотор Argus As.III снаге 180  (132 kW). Хладњак за воду се налазио изнад горњих крила авиона. На вратилу мотора је била причвршћена двокрака, вучна, дрвена елиса, непроменљивог корака. Спој елисе и моторног вратила био је покривен металном капом у циљу смањења аеродинамичког отпора.
Крила су била дрвене конструкције пресвучена импрегнираним платном релативно танког профила. Крилца за управљање авионом су се налазила само на горњим крилима. Крила су између себе била повезана са два пара упорница. Затезачи су били од клавирске челичне жице. Оба крила су имала облик једнокраког трапеза, благо закошена у односу на труп авиона. Доње крило је било нешто краће од горњег. Спојеви предње ивице са бочним ивица крила су полукружно изведени. Крила су се поклапала са нападним ивицама. Конструкције репних крила и вертикални стабилизатор као и кормило правца су била направљена од дрвета пресвучена платном. Хоризонтални стабилизатори су били упорницама везани за вертикални стабилизатор.
Стајни орган је био класичан фиксан са осовином, а на репном делу се налазила еластична дрвена дрљача.
Авион је био наоружан са два митраљеза, калибра 7,92 mm

## Варијанте
- D.II - верзија са мотором  снаге 160 KS (117 kW).
- D.IIa - верзија са мотором  снаге 180 KS (132 kW).

## Оперативно коришћење
Направљено је око 300 авиона који су углавном кориштени на источном и солунском фронту. Овај авион је био у сенци успешнијег ловца Албатрос. Због својих карактеристика, често се користио као стратешки извиђачки авион, летећи дубоко у непријатељску територију. Касније, када су савезници увели брже борбене авионе, Роланд D.II се користио као авион за блиску подршку и извиђање, полако се повлачећи из фронтовских јединица до јуна 1917. године, а затим премештајући у школе за обуку пилота.
Шест авиона D.II и шест D.III су предати Бугарима, који су их користили на солунском фронту.

## Наоружање
| Наоружање авиона: ЛФГ Роланд   |      |
| Ватрено (стрељачко) наоружање  |      |
| Топ                            |      |
| Митраљез                       |      |
| Број и ознака митраљеза        | 2    |
| Калибар                        | 7,92 |
| Бомбардерско наоружање (бомбе) |      |
| Ракетно наоружање (ракете)     |      |

## Земље које су користиле овај авион
- Аустроугарска
- Немачко царство
- Бугарска
- Русија